# Francis Rawdon-Hastings
Francis Edward Rawdon-Hastings (County Down (Irlanda), 9 de dezembro de 1754 — Ao largo de Nápoles, 28 de novembro de 1826), 1.º marquês de Hastings, com os títulos de The Honourable Francis Rawdon do nascimento até 1762, Lord Rawdon entre 1762 e 1783, The Lord Rawdon de 1783 a 1793 e The Earl of Moira entre 1793 e 1816, foi um militar e político anglo-irlandês que serviu como Governador-Geral da Índia de 1813 a 1823. Também integrou as forças britânicas durante a Guerra Revolucionária Americana e em 1794 durante a Guerra da Primeira Coligação. Adotou o sobrenome adicional "Hastings" em 1790, de acordo com o testamento de seu tio materno, Francis Hastings, o 10.º conde de Huntingdon.

## Biografia
Francis Rawdon nasceu em Moira, County Down, filho de John Rawdon, 1.º conde de Moira (Earl of Moira) e Elizabeth Rawdon, 13.ª baronesa de Hastings, que por sua vez era filha de Theophilus Hastings, 9.º Earl of Huntingdon. Foi baptizado na St. Audoen's Church de Dublin, no dia 2 de janeiro de 1755. Foi educado em Moira e em Dublin. Assentou praça no Exército Britânico em 7 de agosto de 1771 como alferes do East Yorkshire Regiment (15.º de Infantaria), adquirindo uma comissão por £200. A partir desse momento, sua vida foi dedicada inteiramente ao serviço militar e à política. Estudou na Harrow School e matriculou-se no University College, Oxford, mas desistiu. Estabeleceu uma amizade duradoura com Banastre Tarleton. A 20 de outubro de 1773 foi promovido a tenente do seu regimento. Com seu tio Francis Hastings, 10.º conde de Huntingdon, participou no Grand Tour, regressando a Inglaterra para se juntar ao seu Regimento. Com aquele Regimento, partiu para a América do Norte em 7 de maio de 1774.

## Guerra Revolucionária Americana

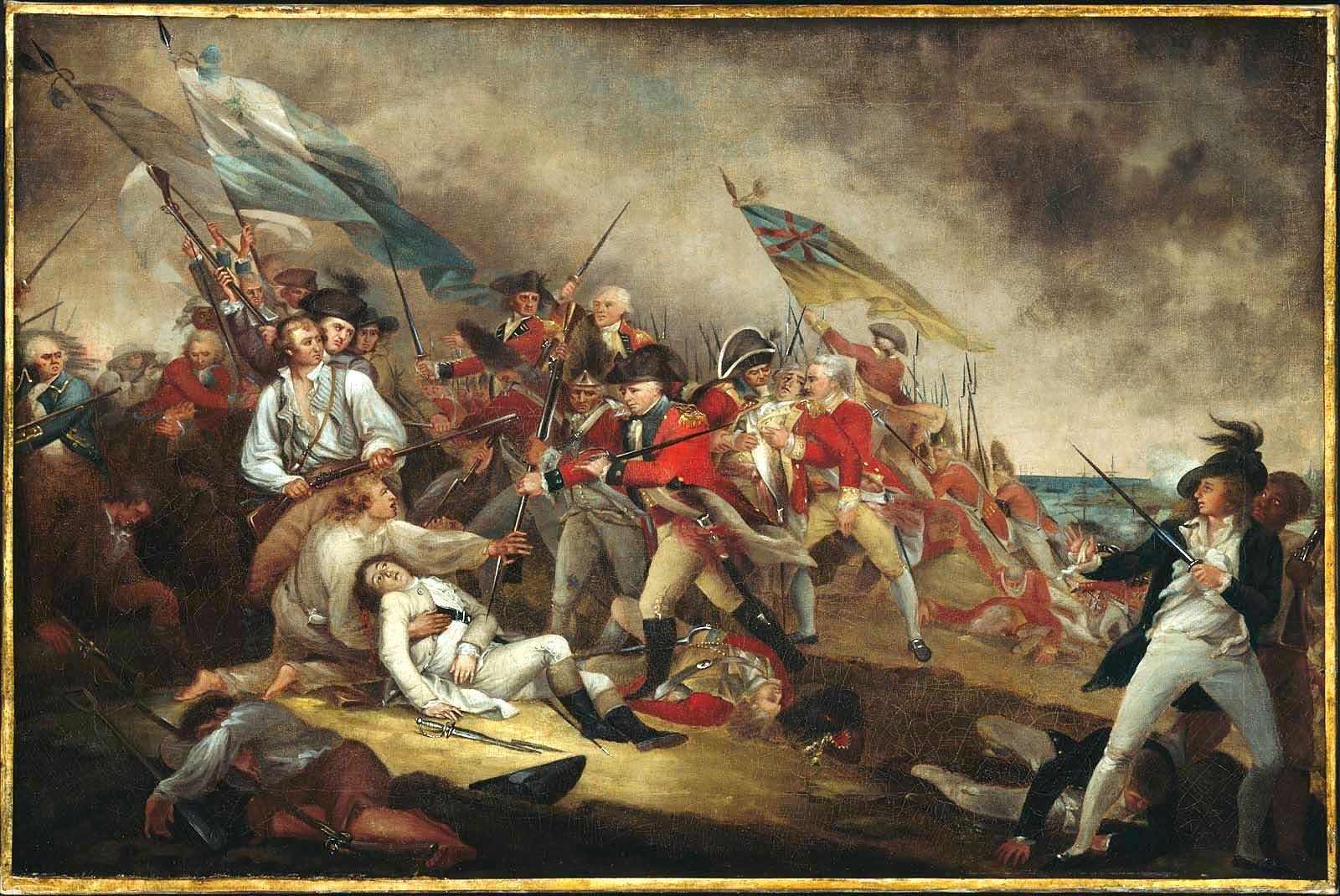
A obra The Death of General Warren at the Battle of Bunker Hill de John Trumbull. O tenente Rawdon pode ser visto com destaque ao fundo, de pé no parapeito, acenando com a insígnia regimental britânica.

Com o início da Guerra de Independência dos Estados Unidos, o regimento em que se integrava Francis Rawdon viu-se envolvido num conjunto de ações bélicas nas quais o então jovem tenente teve participação relevante, indo progressivamente ganhando notoriedade.

### Batalha de Bunker Hill
Rawdon foi colocado em Boston como tenente na companhia de granadeiros do Royal Northumberland Fusiliers, o 5.º Regimento de Granadeiros de Infantaria, que estava então sob o comando do capitão Francis Marsden. Entrou em ação pela primeira vez nas Batalhas de Lexington e Concord e na Batalha de Bunker Hill. Servindo com os granadeiros, participou do segundo assalto contra Breed's Hill (que falhou), e do terceiro assalto contra aquele reduto. O seu superior, o capitão George Harris, 1.º barão Harris, foi ferido ao seu lado. Aos 21 anos de idade, Lord Rawdon assumiu o comando da companhia para o terceiro e último assalto contra o reduto de Breed's Hill. Quando as tropas participantes naquele terceiro assalto começaram a vacilar, Rawdon ficou no topo do reduto americano, acenando com a bandeira britânica. John Burgoyne observou em despachos: «Lord Rawdon carimbou hoje sua fama para o resto da vida». Foi ferido durante o assalto, mas foi promovido a capitão por bravura e recebeu o comando de uma companhia no 63.º Regimento de Infantaria (63rd (West Suffolk) Regiment of Foot).
Depois de o ter reconhecido ao entrar no reduto, é afirmado pelo 1.º Conde de Russell nos seus Essays, and Sketches of Life and Character (Ensaios e Esboços de Vida e Caráter) que foi o tenente Rawdon que executou o já mortalmente ferido general americano Joseph Warren, dando-lhe um tiro na cabeça. Lord Rawdon é retratado na famosa pintura de John Trumbull intitulado A Morte do General Warren na Batalha de Bunker Hill. Rawdon está ao fundo segurando a insígnia britânica.

### Campanhas nas Carolinas e em New York (1775–1776)
Francis Rawdon foi nomeado ajudante-de-campo do general Sir Henry Clinton, e embarcou com ele na expedição dirigida contra Brunswick Town, na Carolina do Norte, no Rio Cape Fear, e depois para a defesa de Fort Moultrie, em Charleston, na Carolina do Sul. Regressou com aquele general para o Estado de New York e em 4 de agosto, participou num jantar com o general Clinton, o almirante Lord Howe, Charles Cornwallis, 1.º marquês Cornwallis, o general John Vaughan e outros. Durante a Batalha de Long Island, Francis Rawdon estava no quartel-general com Clinton.
Em 15 de setembro, Rawdon liderou os seus homens no desembarque de Kip's Bay, um desembarque anfíbio na ilha de Manhattan. No dia seguinte, liderou as suas tropas no apoio à infantaria lLigeira que atacou Harlem Heights, mantendo-se em ação até que os americanos se retiraram. Seguidamente, participou dos desembarques em Pell's Point. Os britânicos pressionaram os americanos para White Plains, onde a 1 de novembro os americanos se retiraram das suas trincheiras.

### Rhode Island, Inglaterra e New York (1777-1780)
Em 8 de dezembro, Rawdon desembarcou com Clinton em Rhode Island, garantindo a posse dos portos da baía de Newport para a Marinha Real Britânica. Em 13 de janeiro de 1777, com Clinton, partiu para Londres, chegando a 1 de março daquele ano. Durante um baile em casa de Lord George Germain, 1.º visconde Sackville, conheceu Gilbert du Motier de Lafayette, Marquês de Lafayette, que estava de visita a Londres.
Voltando à América em julho, enquanto Lord Howe foi para a Campanha de Filadélfia, Rawdon foi com Clinton para o quartel-general em Nova York. Participou nas batalhas das New York Highlands, onde em 7 de outubro, Fort Constitution (em frente a West Point) foi capturado. No entanto, era tarde demais para se conectar com o general John Burgoyne em Albany.
Rawdon foi enviado para Filadélfia com despachos e voltou para Nova York para o inverno, onde formou um regimento, chamado de Voluntários da Irlanda (Volunteers of Ireland), recrutado entre desertores e legalistas irlandeses. Promovido a coronel no comando deste regimento, Rawdon foi com Clinton para a Filadélfia. A partir de 18 de junho de 1778, acompanhou o general Clinton durante a retirada de Filadélfia para Nova York e entrou em ação na Batalha de Monmouth. Depois desta batalha foi nomeado ajudante-geral das forças sob o comando de Clinton. Nessas funções, Rawdon foi enviado para tomar conhecimento da Batalha de Rhode Island.
Em Nova York, em 3 de setembro de 1779, desentendeu-se com Clinton e renunciou ao cargo de ajudante-geral. Serviu com os Voluntários da Irlanda durante o ataque a Staten Island conduzido por William Alexander, mais conhecido por Lord Stirling, em 15 de janeiro de 1780.

## Na cultura popular
- A personagem Rawdon Crawley na novela de William Makepeace Thackeray de 1847–1848 intitulada Vanity Fair toma este nome com base em Francis Rawdon-Hastings.
- Aparece como Francis Rawdon Hastings, o segundo Conde de Moira, na novela de Stephanie Barron, de 2006, intitulada Jane and the Barque of Frailty.

## Retratos

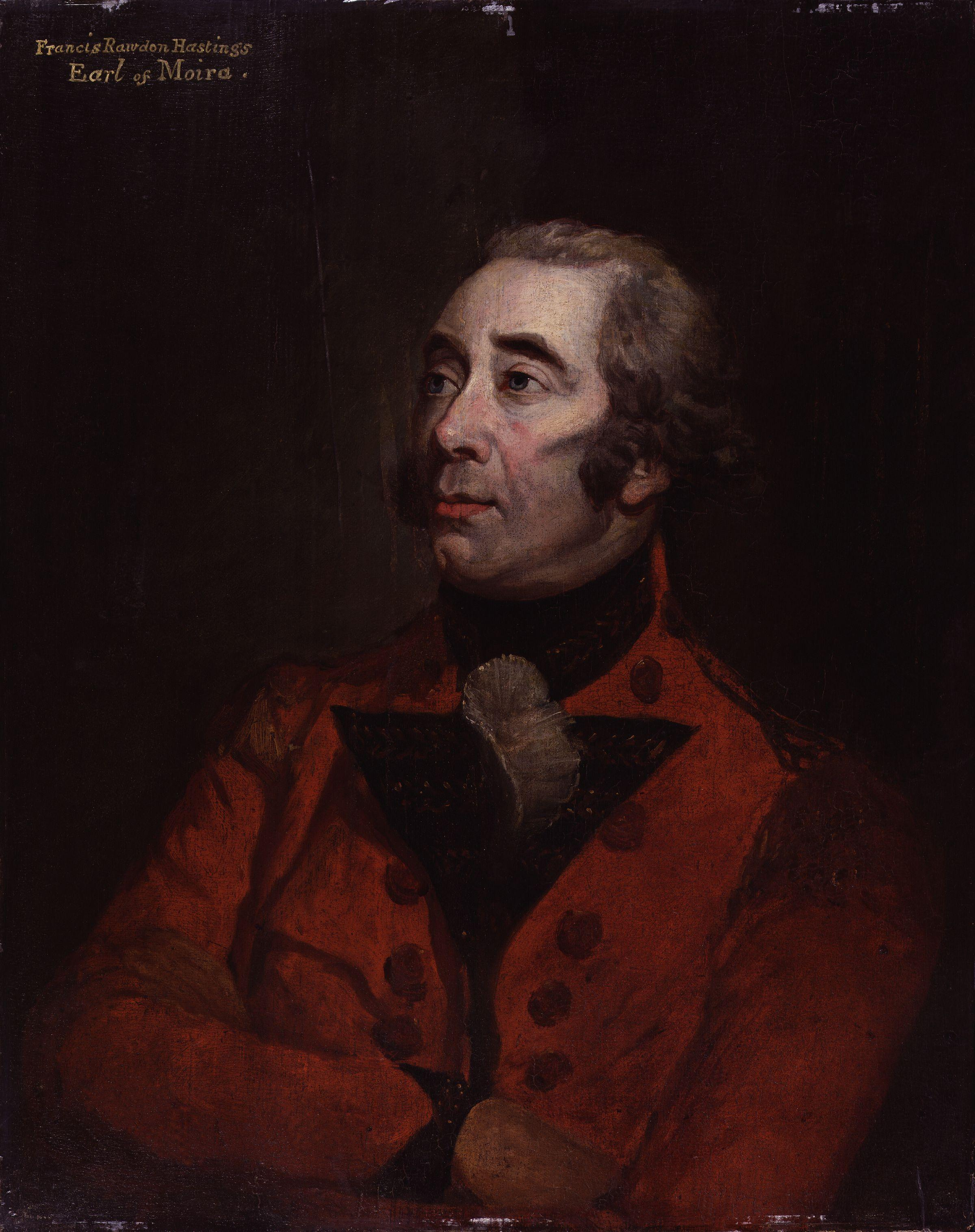
Marquess of Hastings por Hugh Douglas Hamilton (c. 1801).
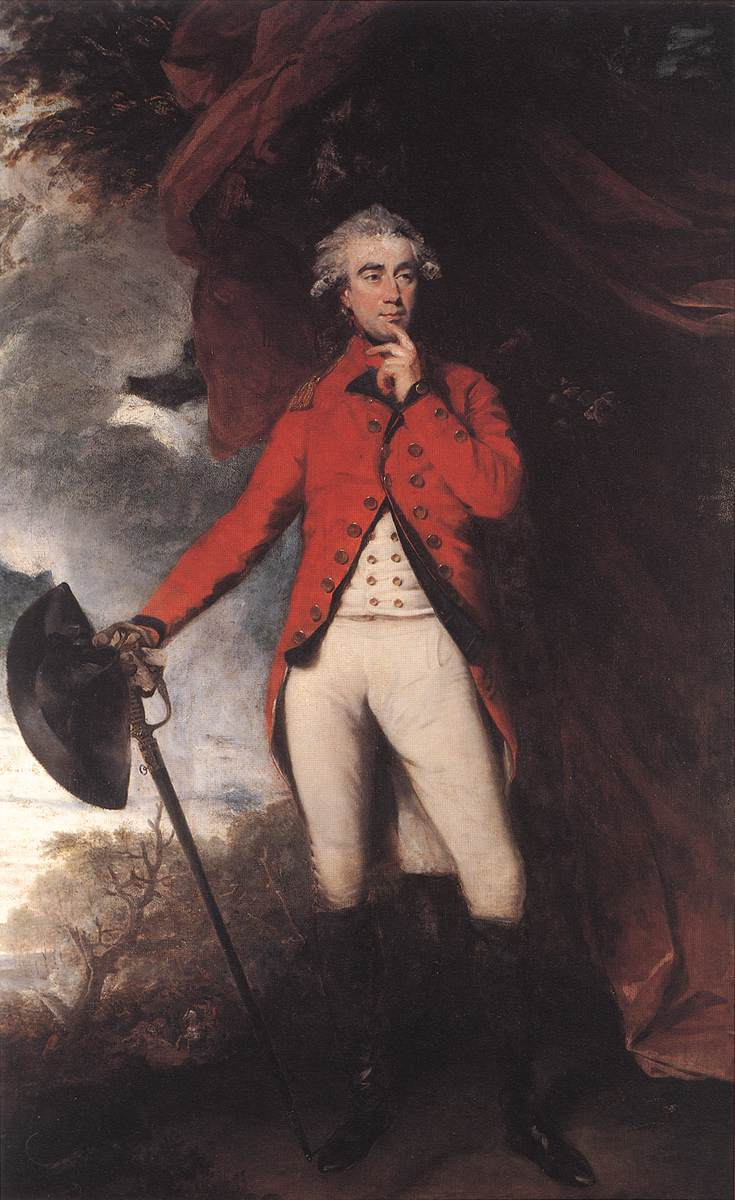
Marquess of Hastings, Governador-Geral da Índia por Joshua Reynolds (c. 1812).
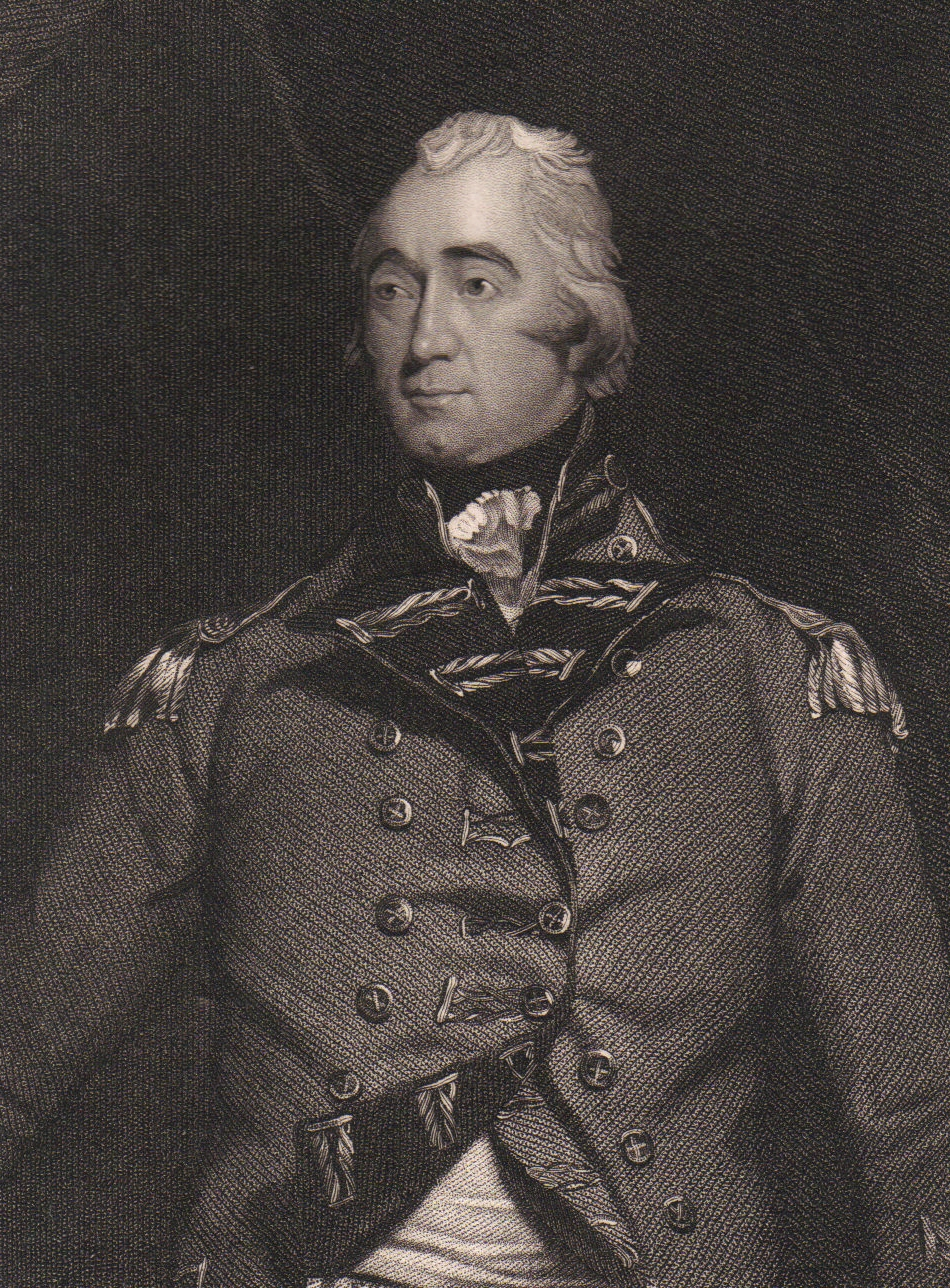
Francis Rawdon, Marquess of Hastings. Gravura. Fisher, Son & Co, London. 1829.
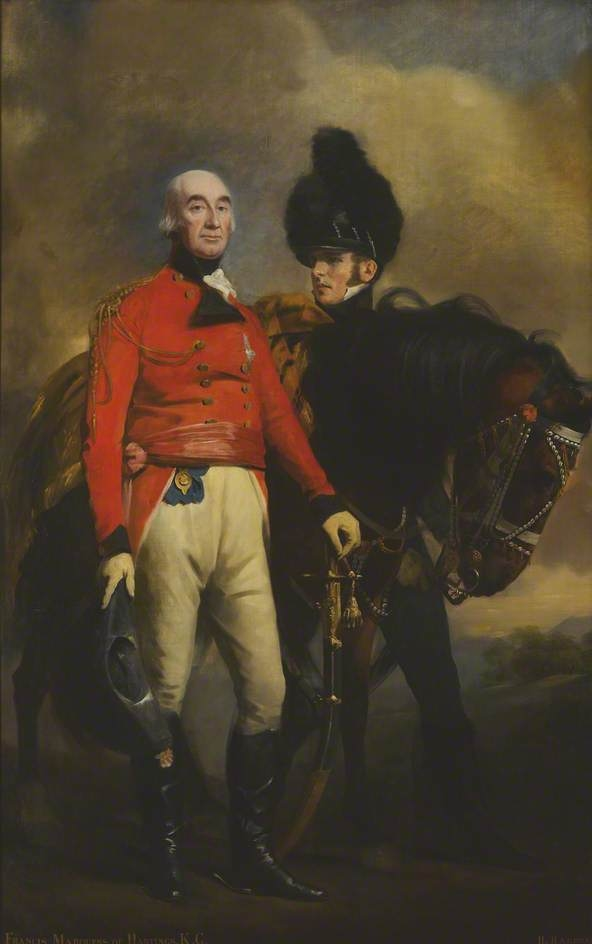
Francis Rawdon, Marquess of Hastings por Henry Raeburn. 1813.
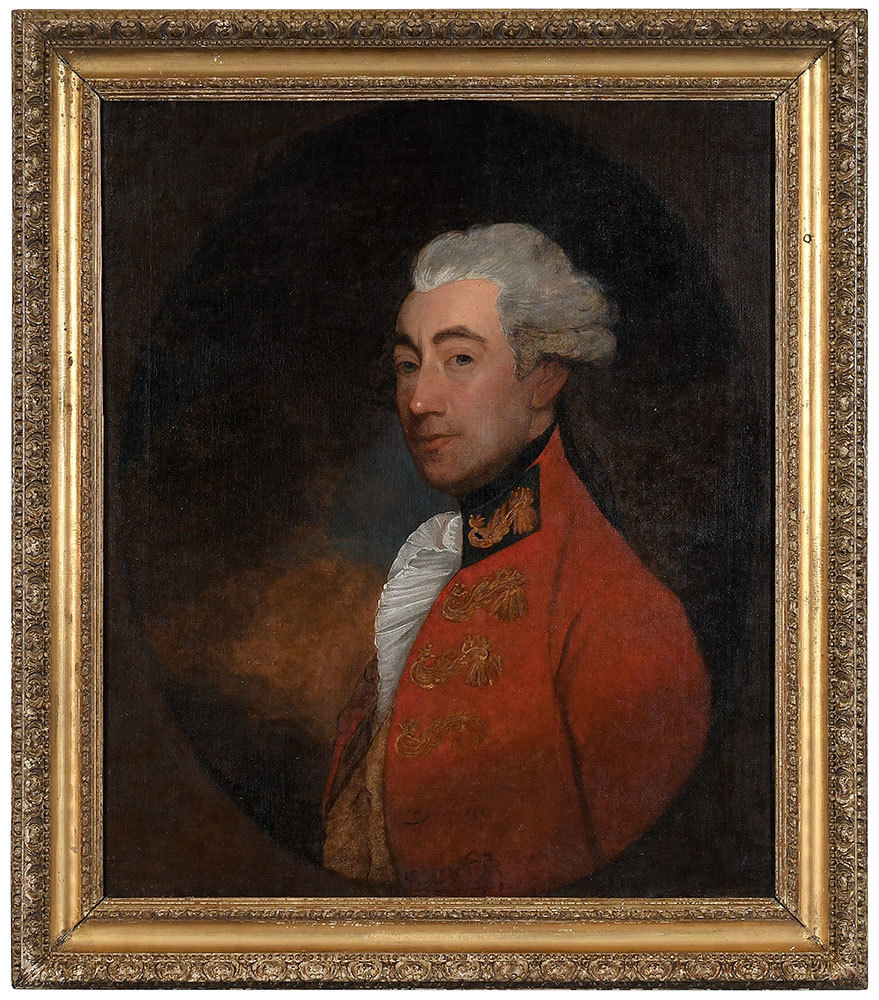
Retrato por Gilbert Stuart, c. 1796.